# 大香蕉 (主題公園)
大香蕉（Big Banana），是澳大利亞新南威爾士州科夫斯港的一個觀光景點與遊樂園。遊樂園被設置在一個香蕉種植園，園內有一個大型的香蕉造型。1964年被成立，它曾是澳大利亞首批「大東西」中的其中一個。
2014年1月，在旅遊旺季，大香蕉總共接待了將近十五萬位遊客。